# Bayram Şit
Bayram Şit (ur. w 1930 w Akşar, zm. 29 maja 2019 w Ankarze) – turecki zapaśnik. Złoty medalista olimpijski z Helsinek.
Walczył w stylu wolnym. Zawody w 1952 były jego pierwszymi igrzyskami olimpijskimi, triumfował w wadze piórkowej, Brał udział w igrzyskach cztery lata później (czwarte miejsce). W 1954 był wicemistrzem świata, w 1951 zdobył złoto na pierwszych igrzyskach śródziemnomorskich.